# برجک‌ماهی گوژپشت
برجک‌ماهی گوژپشت (نام علمی: Tetrosomus gibbosus) نام یک گونه از تیره صندوق‌ماهیان است.